# Freedom (periódico)
Freedom (libertad, en inglés) es un periódico anarquista con base en Londres publicado cada dos semanas por Freedom Press. El periódico empezó en 1886 por parte de voluntarios incluyendo a Piotr Kropotkin y Charlotte Wilson y continúa hasta el presente como un proyecto de voluntariado. 
El grupo anarquista Freedom se escindió de The Anarchist (periódico en el que publicaba sus trabajos) luego de una disputa con su director, Henry Seymour, y en octubre de 1886 salió el primer número de Freedom. Inicialmente consistía de un pliego de 4 páginas escrito en su mayoría por Kropotkin y Wilson, que se imprimió hasta junio de 1888 en el taller de la Liga Socialista, gracias a William Morris. Originalmente el subtítulo fue "un medio del Socialismo Anarquista", fue cambiado a "un medio del Comunismo Anarquista" en junio de 1889. En 1895 asumió como editor responsable Alfred Marsh en reemplazo de Charlotte Wilson. En 1912 tomó su relevo Thomas Keell, quien durante la Primera Guerra Mundial rompió con Kropotkin debido a su apoyo a la causa de los Aliados. Freedom se mantuvo fiel a sus principios antibélicos, siendo allanadas sus oficinas y arrestado Keell en 1916. 
Después de la Primera Guerra Mundial Freedom cesó de publicarse en diciembre de 1927. El grupo editor vivió una época de enfrentamientos y disensiones internas que hizo que surgiera, entre 1930 y 1936, un Freedom paralelo, impulsado por John Turner y Oscar Swede. 
Cuando comenzó la guerra civil española, "Freedom Press" ayudó a difundir los acontecimientos y a reavivar al movimiento anarquista en Gran Bretaña: Spain and the World, editado por iniciativa de Vernon Richards y Maria Luisa Berneri, apareció quincenalmente desde diciembre de 1936 hasta diciembre de 1938, cambiando luego el nombre por Revolt. 
Durante la Segunda Guerra Mundial "Freedom Press" publicó War Commentary, que empezó a publicarse en noviembre de 1939. Adquirieron una imprenta en Whitechapel y abrieron una librería. War Commentary difundió un mensaje antibélico, mientras que "Freedom Press" se involucró en actividades subversivas y en la propagación de material antimilitarista. Fue intervenida por el gobierno y tres de sus responsables encarcelados hacia el final de la guerra. En 1945 se retomó el nombre de Freedom, que se ha mantenido desde entonces. En 1951, Vernon Richards comenzó a lanzar Freedom como semanario, publicando por entregas su libro Enseñanzas de la revolución española, y abandonó la dirección momentáneamente en 1964, volviendo a reintegrarse poco después, manteniéndose activo hasta los años noventa. 
Actualmente se presenta simplemente como "noticias y perspectivas anarquistas". La declaración de principios del periódico aparece en cada edición, en la página 6, y resume la visión de los escritores sobre el anarquismo:

Los anarquistas trabajan por una sociedad de ayuda mutua y cooperación voluntaria. Rechazamos toda represión gubernamental y económica. Este periódico, publicado continuamente desde 1936, existe para explicar el anarquismo con mayor amplitud y mostrar que sólo en una sociedad anarquista la libertad humana puede crecer.

El periódico históricamente ha presentado noticias de los movimientos obrero y pacifista y eventos, así como agendas de eventos planificados y protestas en la página final. Poniendo en práctica los principios de ayuda mutua de Kropotkin, el periódico regularmente muestra resúmenes de otras publicaciones libertarias, como Organise! y Direct Action así como otros periódicos y cartas locales e internacionales. Junto con varios cambios graduales en el volumen y estructura del periódico y cambios organizacionales en Freedom Press, Freedom obtuvo un rediseño en septiembre de 2003, en 2006 el periódico publicó su primera portada a colores. Actualmente cuesta 80 centavos de libra por ejemplar.